# Trueself
Trueself je debutové studiové album slovenského zpěváka a producenta Alana Murina vydané 22. října 2022 pod hlavičkou jeho vlastního vydavatelství se stejnojmenným názvem Trueself Records.
Album vyšlo po třech letech od vydání EP trilogie 15 23, 23 10 a 19 98 z roku 2019.
Album obsahuje 14 originálních skladeb a spolupráce s několika slovenskými interprety, včetně rapperů Rytmus, Kali, Ego, Pil C, Separ a Momo, jakož i zpěvaček Celeste Buckingham, Tina, Laris Diam a Thia Vittek. Album debutovalo na vrcholu albového žebříčku ČNS IFPI na Slovensku. V Česku se umístilo na 62. příčce. V prosinci 2024 získalo dvojnásobnou platinovou certifikaci za prodej 12 000 hudebních nosičů. Z alba vyšly singly jako „Prepáč“, „Lifestyle“, „Raz Dva Tri“, „Vamos Bombas“, „Do rúk“ a další videosingly.

## Pozadí vzniku a nahrávání
Podle oficiální stránky Alana na Facebooku měl Alan v plánu představit své první oficiální CD již koncem roku 2020. Album tak doprovázelo dvouletý odklad.
Trueself vznikal z velké části posledních šest měsíců do vydání, ačkoli některé skladby začaly vznikat již pět let dozadu. Jednou ze skladeb, jejíž demo leželo několik let odloženo, je skladba „Do rúk“.
Na své debutové album se Alan rozhodl poprvé ve své kariéře pozvat do svých skladeb i hosty. Na albu se představila řada zvučných jmen jako Rytmus, Kali, Ego, Pil C, Separ, Momo, Celeste Buckingham, Tina, Laris Diam a Thia Vittek. O hudební produkce se postarali Katanobeat, Hoodini, RC Beats, Buckroll, Call Me G, Chadavelli, Peter Pann, Pacific, RSK Beats a Anywaywell.
Název alba Trueself se nese podle Alanova hudebního vydavatelství Trueself Records, pod kterým bylo album vydáno. V rozhovoru pro Dobré rádio Alan prozradil, že album mělo původně nést název Intro.

## Kompozice

### Hudební struktura
Album obsahuje melancholické, nostalgické skladby, ale i popovou skladbu s nádechem 80. let.

### Lyrika a projev
Skladby na albu jsou osobními výpověďmi Alana o životě, vztazích a názorech. Alan popisuje období šesti měsíců tvorby alba jako transformační období. „Tento album je odrazem toho, co je pro mě v hudbě důležité. Každá skladba má specifický emoční náboj a své poslání. V každé je něco, co jsem zažil i já,“ vysvětlil.
Jak Alan uvedl, skladby na albu jsou „zvukově velmi propojené“, ale najdou se i skladby, v nichž je „ve zcela nové poloze“—až natolik, že v některých písních ho nepoznali ani jeho nejbližší spolupracovníci.

### Skladby
První singl, „Prepáč“, napsal Alan za jeden den. „Chtěl jsem udělat skladbu na první instrumentální podklad, který najdu online. „Tvorba byla velmi spontánní a přirozená.“ Nakonec pracoval s beatem od producenta s pseudonymem RC Beats z Dominikánské republiky, který si sám dotvořil a napsal text, který je formou osobní očisty. Podle Alanových slov se emoce v jednotlivých slohách odkrývají jako vrstvy cibule.
Jednou z výrazných skladeb na albu je skladba „Do rúk“, kde hostuje Tina. Alan Murin prozradil, že skladba ležela v jeho „šuplíku“ několik let jako pársekundové demo. Při procházení starých demo nahrávek mu tato okamžitě upoutala pozornost, kdy objevil pro ni hlubší význam, což pomohlo nasměrovat její finální vývoj. Popsal tvůrčí proces jako spontánní, přičemž melodie a texty někdy vznikaly přirozeně. „Někdy se mi během tvorby samy od sebe v hlavě tvoří slova a melodické linky, které slyším v hudbě, jako kdyby tam byly nahrány. Sám nevím, odkud chodí, a někdy mi ani není úplně jasný jejich význam, právě proto jsem v minulosti tuto písničku nechal tak a počkal, až ve mně dozraje,“ sdílel. Po dokončení své části cítil, že skladba potřebuje kontrast, prohloubení myšlenky, příběhu a emoce. Na to se rozhodl pozvat Tinu ke spolupráci. „Nejdřív jsme se bavili o životě, o tom, co v ní píseň vyvolává, a sama přiznala, že její téma mluví přímo z duše. Psaní její části byl velmi silný a očistný proces, skoro jako terapie. Myslím, že právě tato autentická výpověď může za to, jak moc se to dotklo lidí i bez vizuálu,“ vysvětlil Murin.

## Vydání a propagace
Spolu s vydáním pilotního singlu „Prepáč“ oznámil Alan i datum vydání svého debutu, které bylo stanovené na 22. září 2022. V tento den začal předprodej alba exkluzivně na internetovém obchodě distribučního domu Ruka Hore. Trueself byl vydán 22. října 2022 na CD a 4. listopadu 2022 byl zpřístupněn pro digitální stažení a streamování.
Po vydání alba Alan odhalil své plány vytvořit videoklip k každé písni z alba. Celkem bylo natočeno 10 videoklipů. Písně, ke kterým nebyl natočen videoklip, jsou „Trueself“, „Prvá Láska“, „Utekám“ a „Sucho“.
Alan představil album 13. října 2022 exkluzivně na Dobrém rádiu.
Oficiální křest alba se uskutečnil 22. března 2023 v Nibble & Sip house v Zichyho paláci v Bratislavě. Během akce Alan poprvé vystoupil s akustickými verzemi několika písní z alba za doprovodu kytaristy Dávida Bíleka. Na akci byli hosté jako Kali, Pil C a Laris Diam, kteří spolupracovali na albu.

## Singly
Skladba „Prepáč“ vyšla ako pilotní singl z alba 12. srpna 2022.
Emocionální skladba byla velmi pozitivně přijata. Umístila se na 5. místě v žebříčku ČSN IFPI Top 100 digitálních singlů na Slovensku. Videoklip ke skladbě se již několik hodin po vydání dostal na vrchol žebříčku YouTube trendings na Slovensku, kde se udržel několik týdnů.
V březnu 2023 byla skladba oceněna 3. místem na 10. ročníku cen Ruka Hore Awards v kategorii Skladba roku.
Druhý singl, „Lifestyle“, byl vydán spolu se spuštěním předprodeje alba 22. září 2022. Ve videoklipu se objevil americký rapper Raunii, se kterým Alan spolupracoval na skladbách „Ayay“ a „Eley“
Ve videoklipu si zpěvák uctil i památku Olivera Freaka, zakladatele populární slovenské značky oblečení.
V říjnu 2022 vydal Alan reggaetonovou skladbu "Raz-Dva-Tri", na níž hostoval Kali a kterou produkoval Peter Pann.
Videoklip, v němž účinkuje slovenská modelka Viki Frajková, se rychle dostal na vrchol slovenského YouTube trendings a rotoval také v rádiích, kde se umístil na 26. místě v žebříčku ČNS IFPI Top 50 slovenských rádiových singlů.
V říjnu byl vydán singl „Vamos Bombas“, na kterém spolupracoval Rytmus a který produkoval Call Me G. Videoklip k písni vznikl během tří měsíců koncertní sezóny.
Zajímavé je, že Alan Murin a Rytmus nahráli skladbu spontánně během pobytu v Praze.
Videoklip se umístil na 4. místě v slovenském YouTube trendings.
20. listopadu 2022 byl vydán videoklip k taneční písni „Suave“. Jak Alan uvedl na Instagramu, jedná se o pokračování příběhu z videoklipu „Vamos Bombas“, který vydal předtím.
27. listopadu 2022 byl vydán videoklip k skladbě „1000 Básní“, kde hostovala Laris Diam.
V listopadu 2022 získal duet „Do Rúk“ s Tinou nečekaný úspěch, kdy se dostal na vrchol slovenského žebříčku YouTube trendings, a to i bez doprovodného videoklipu.
4. prosince vyšel ke sklabě i videoklip, který se natáčel v Itálii.
Alan Murin a Tina představili videoklip 14. prosince 2022 v televizní relaci Ranné noviny na TV JOJ.
V roce 2023 byl singl také vydán na CD nosiči, přičemž jde o jediný singl Alana vydaný na CD.
V březnu 2023 byla skladba oceněna 3. místem na 10. ročníku Ruka Hore Awards v kategorii Spolupráce roku.
Alan pokračoval ve vydávání videoklipů i v roce 2023, kdy vydal 19. března videoklip ke skladbě „Ďakujem“. 
Následně 9. dubna vyšiel videoklip k skladbě „Začínam“, na níž hostoval Ego.
Éru alba uzavírá videoklip ke skladbě „Testy“, vydaný 23. dubna, na němž hostovali Separ a Pil C.

## Design alba a obal
Vizuál alba se vyznačuje jednoduchostí a výrazným kontrastem. Přední obal obsahuje fotografii Alana Murina oblečeného v tmavém oblečení na tmavém pozadí. Design je zvýrazněn kontrastními oranžovými prvky, zejména názvem alba, TRUESELF, které je zobrazeno v tučném oranžovém písmu, které zabírá středovou část obalu. Pod názvem se nachází umělecký podpis zpěváka, který přidává osobní dotek a autenticitu.
Zadní obal obsahuje seznam skladeb, umístěný na levé straně, napsaný oranžovým písmem. Každý název skladby je doprovázen jménem hostujícího interpreta, napsaným bílým rukopisem připomínající autogramy hostů na albu.
Fotografie na obal nafotila Katarína Šlesárová, zatímco design měl na starosti Juraj Antoňák. Album bylo vydáno na CD nosiči ve standardním plastovém jewel case.

## Seznam skladeb
| Seznam skladeb alba Trueself | Seznam skladeb alba Trueself      | Seznam skladeb alba Trueself                                  | Seznam skladeb alba Trueself | Seznam skladeb alba Trueself |
| Pořadí                       | Název                             | Autor                                                         | Producent(i)                 | Délka                        |
| ---------------------------- | --------------------------------- | ------------------------------------------------------------- | ---------------------------- | ---------------------------- |
| 1.                           | Trueself                          | Alan Murin                                                    | Alan Murin                   | 2:28                         |
| 2.                           | Lifestyle                         | Alan Murin, Katanobeat                                        | Katanobeat                   | 3:01                         |
| 3.                           | 1000 Básní (feat. Laris Diam)     | Alan Murin, Lucia Mariaková, Stanislav Hudec                  | Hoodini                      | 2:30                         |
| 4.                           | Prepáč                            | RC Beats, Alan Murin                                          | RC Beats                     | 3:39                         |
| 5.                           | Testy (feat. Pil C, Separ)        | Alan Murin, Buckroll, Lukáš Kajanovič, Michael Kmeť           | Buckroll                     | 3:58                         |
| 6.                           | Do Rúk (feat. Tina)               | Alan Murin, Dávid Bílek, Martina Csillagová                   | Alan Murin                   | 3:30                         |
| 7.                           | Vamos Bombas (feat. Rytmus)       | Alan Murin, Call Me G, Patrik Vrbovský                        | Call Me G                    | 3:20                         |
| 8.                           | Suave                             | Alan Murin, Call Me G, Dávid Bílek                            | Call Me G                    | 2:14                         |
| 9.                           | Prvá Láska (feat. Thia Vittek)    | Alan Murin, Chadavelli, Thia Vittek, Štefan Čikoš             | Chadavelli                   | 2:38                         |
| 10.                          | Raz-Dva-Tri (feat. Kali)          | Alan Murin, Koloman Magyari, Neil Anthony Collins, Peter Pann | Peter Pann                   | 2:40                         |
| 11.                          | Utekám (feat. Celeste Buckingham) | Alan Murin, Celeste Buckingham, Pacific                       | Pacific                      | 3:30                         |
| 12.                          | Sucho (feat. Momo)                | Alan Murin, Rafael Sena Rizzo, Roman Grigely                  | RSK Beats                    | 4:08                         |
| 13.                          | Ďakujem                           | Alan Murin, Anywaywell                                        | Anywaywell                   | 1:22                         |
| 14.                          | Začínam (feat. Ego)               | Alan Murin, Michal Straka                                     | Alan Murin                   | 2:43                         |
| Celková délka:               | Celková délka:                    | Celková délka:                                                | Celková délka:               | 41:41                        |

## Výroba alba
- Katarína Šlesárová – fotografie
- Juraj Antoňák – design

## Přijetí
Album dosáhlo velkého úspěchu na Slovensku, přičemž debutovalo na vrcholu albumového žebříčku ČNS IFPI na Slovensku.
21. listopadu 2022 vydavatelství Ruka Hore oznámilo, že Alan se díky úspěchu alba Trueself vyšplhal mezi slovenskými rappery na 7. místo z pohledu poslechovosti na streamingové službě Spotify.

### Odezvy kritiky
Krátce po vydání alba v listopadu 2022 získalo album pozitivní hodnocení od online magazínu Hashtag, který vyzdvihl jeho rozmanitost a emocionální hloubku. Napsali: „Alan ví, po čem jeho fanouškovská obec touží, přičemž na albu nacházíme opravdu songy, které vás donutí přemýšlet, které vás rozhýbou, dají vás do chillu, namotivují, ale i otevřou vaše duše.“ Kromě toho vyzdvihli jeho široký žánrový rozsah a rozmanité spektrum umělců, kteří přispěli různými rapovými polohami a přístupy. Skladba „Testy“ byla označena za „velký pilíř“ alba. Později v dubnu 2023 uznal Hashtag album Trueself za jeden z nejvíce povedených a nejzvučnějších domácích alb roku 2022, přičemž konstatovali, že „přinesl spoustu skutečně kvalitních věcí, jakož i velmi silných spoluprací.“

### Prodej
30. prosince 2024 zveřejnil Alan na svém Instagramu video, ve kterém rozbaluje rozbaluje dvě certifikované plakety, které mu udělilo vydavatelství Ruka Hore: 2× platinovou plaketu za album Trueself a 3× platinovou plaketu za singl „Do rúk“. Z alba se tak prodalo 12 000 hudebních nosičů.

## Ocenění
V březnu 2023 získal Alan tři ocenění na 10. ročníku Ruka Hore Awards, přičemž jeho debutové album bylo oceněno 2. místem v kategorii Album roku.
| Rok  | Ocenění          | Kategorie  | Výsledek |
| ---- | ---------------- | ---------- | -------- |
| 2022 | Ruka Hore Awards | Album roku | 2. místo |

## Žebříčky a certifikace

### Umístění v žebříčcích
| Žebříček              | Nejvyšší pozice | Nejvyšší pozice |
| --------------------- | --------------- | --------------- |
| SK - ALBUMS - TOP 100 | 1               | [ 2 ]           |
| CZ - ALBUMS - TOP 100 | 62              | [ 3 ]           |

### Certifikace
| Země      | Certifikace |
| --------- | ----------- |
| Slovensko | 2× Platina  |